# 马普切人的突袭

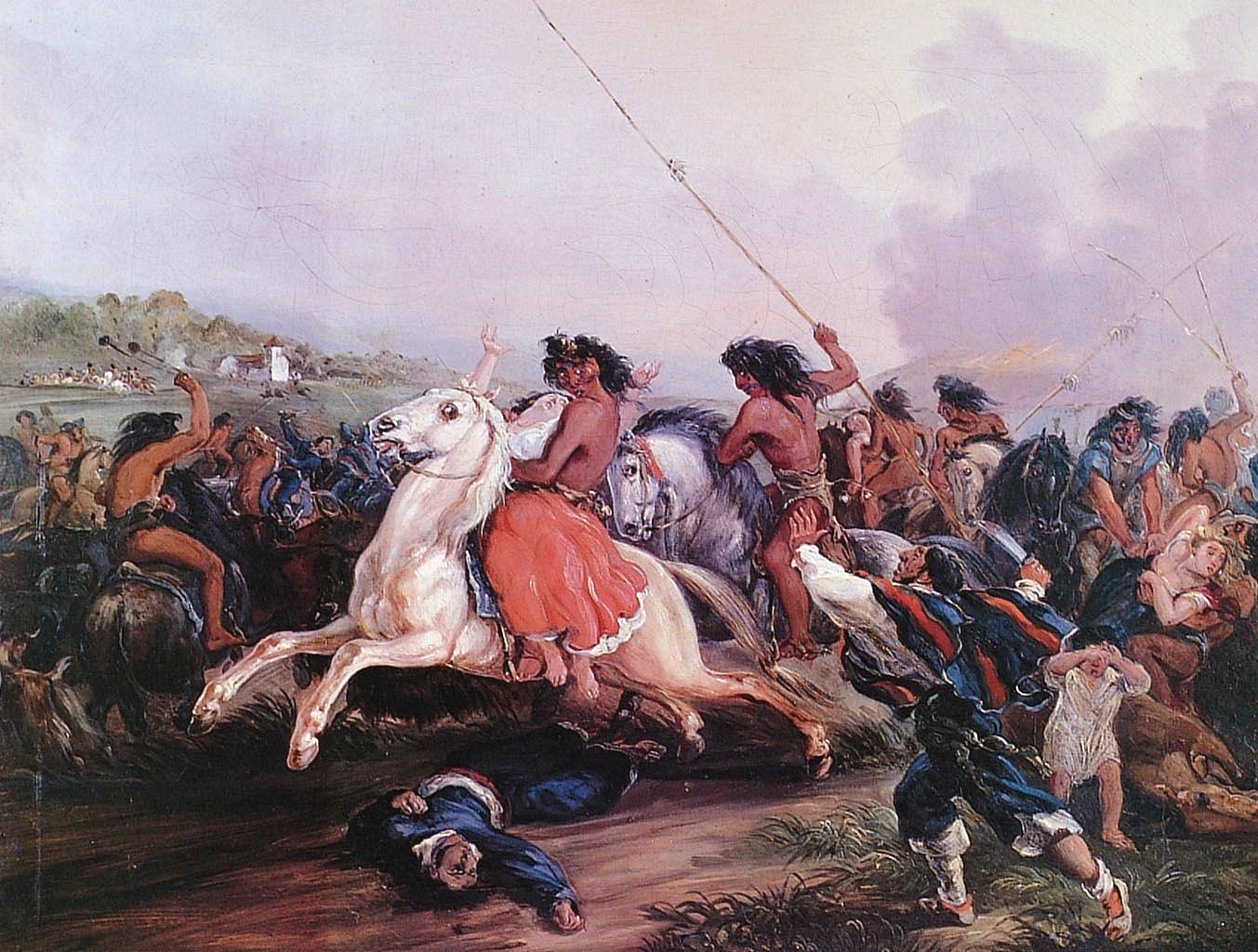
《突袭》（El Malón），约翰·莫里茨·鲁根达斯（1802-1858）

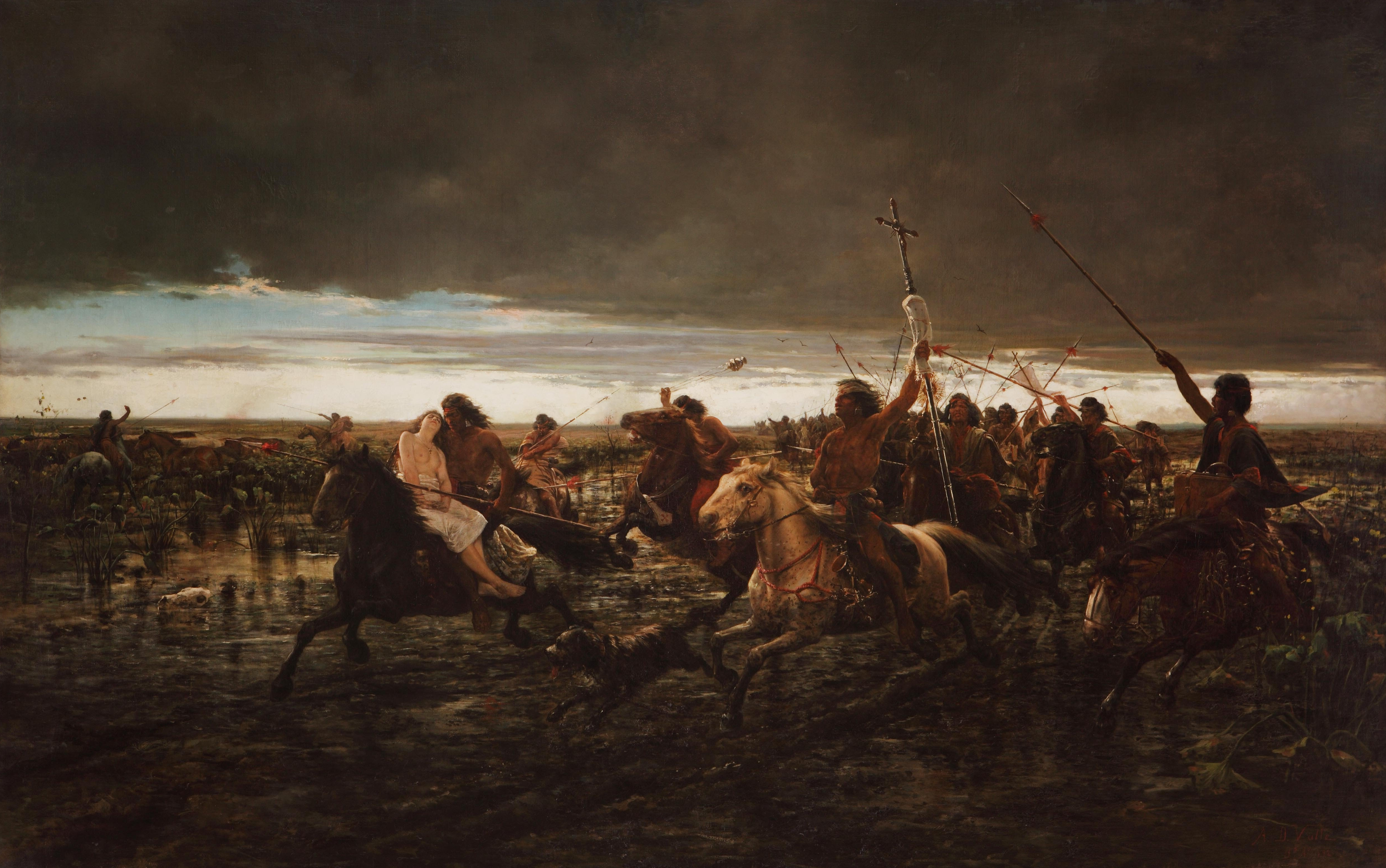
《突袭者归来》（La vuelta del malón），安赫尔·德利亚·巴列（1892）

马普切人的突袭（Malón）指的是从17世纪到19世纪，马普切人群体对西班牙人、智利人及阿根廷人的领地的突袭，也包括对敌对的马普切人阵营的袭击。胡安·伊格纳西奥·莫利纳将马普切人的突袭说成是他们获得正义的一种手段：
“当有两个人相互不和了，并且他们都各自有着相当多的拥护者，那么他们就会对对方领地进行相互的侵略，他们会摧毁或烧毁所有的对方带不走的东西。这些私下的不和，被叫作突袭（malones），很像是古代德国人的世仇，并且当马普切人中的富人也卷进来了，就变得非常可怕了，在这种情况下，它们就会成为真正的内战。但是必须得承认，它们一般并不伴随有流血，而仅限于抢劫。这个民族尽管倾向于暴力，但是他们在他们的私下的不和中却很少利用武器，而是用拳头或棍子来决定它们。”
作为反抗西班牙人的一种战术，由连图尔等首领们所倡导的这种突袭，由以下内容构成：由一定数量的马普切骑马战士快速地突袭智利和阿根廷的白人（Huinca）居民、大庄园、定居点以及防御工事，目标是获取马、牛、粮食及俘虏，并且通常是年轻女子。这一战术的有效性在于，它是一种没有正式命令的快速的攻击，以至于敌人没有充分的时间来组织防御，只能丢下一群无力进行报复或追赶的极为震惊的居民。
智利的西班牙人用了一个防御工事体系来回应。这一体系被叫作“边境”。这些防御工事驻扎了一支常备军，他们负责沿着比奥比奥河巡逻边境线。至于阿根廷，马普切人在19世纪毁坏了其南方边境，于是阿根廷政府的回应是建造木制的哨站，并且偶尔也建造堡垒，比如阿根廷防护堡以及阿尔西纳壕沟。阿尔西纳壕沟长达上百公里，穿越了彭巴，使得入侵更加艰难。最终，阿根廷政府在19世纪70年代晚期的征服沙漠行动中反过来入侵并成功征服了马普切人的领地。